# カメハメハ3世
カメハメハ3世（ハワイ語: Kamehameha Ⅲ, 1813年8月11日 - 1854年12月15日）は、ハワイ王国第3代国王（在位: 1825年6月6日 - 1854年12月15日）。
1825年、麻疹の感染でイギリス渡航中に客死した兄カメハメハ2世の跡を受けて即位。1832年までは義母カアフマヌが摂政を務めた。カアフマヌはカメハメハ2世に洗礼を施し、ハワイの伝統的信仰を廃するなどしている。
当時ハワイは重要な捕鯨地域として、また砂糖の産地として注目されていた。こうした中、カメハメハ3世は王国の改革に努め、1840年にハワイ語の憲法を制定し、1840年代半ばにはイギリス、フランス、アメリカから独立国として承認された。しかし、憲法制定後の政府では白人が要職を握り、ハワイ人が主体的に政治参加することが妨げられていた。近代的な土地制度も導入されたが、私有観念の希薄なハワイ人が土地を失う結果に終わった。
カメハメハ3世は実妹のナヒエナエナと愛し合い、妹との間に息子を儲けている。
1854年死去、甥のカメハメハ4世が跡を継いだ。

## 名言
- "Ua Mau ke Ea o ka ʻĀina i ka Pono"（「土地の生命（≒主権）は正義によって永続する」）- 現在ではハワイ州の標語となっている。